# Ali Mansur

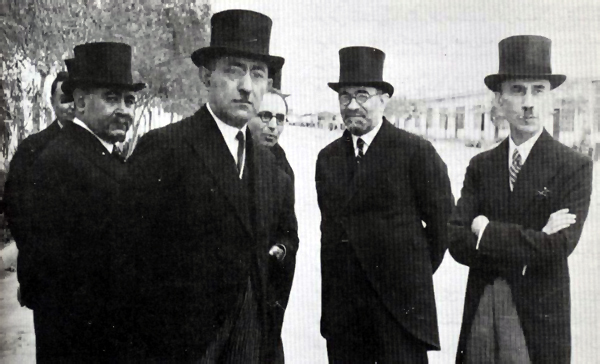
Ali Mansur (till höger) tillsammans med Mohammad Ali Foroughi, Mostafa Gholibayat, Ali-Akbar Davar och Mahmoud Jam.

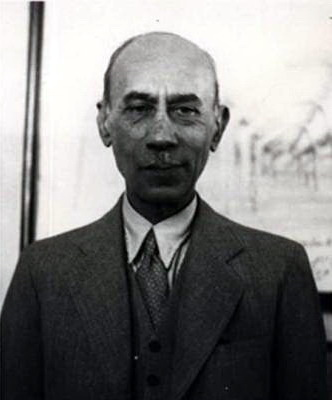
Ali Mansur

Rajab Ali Mansur (persiska: رجب علی منصور), även kallad Ali Khan Mansur, född 1886 i Tafresh, Persien, död 8 december 1974, var Irans premiärminister 1940–1941 och 1950 då Iran var konstitutionell monarki. Han var även provinsguvernör i Azarbaijan 1946, ambassadör i Italien, Vatikanstaten och Turkiet, och minister i regeringen sex gånger.

## Biografi
Mansursläkten kommer från Tafresh och var traktens främsta godsägarfamilj fram till revolutionen 1979. 
Ali Mansur föddes i Teheran och var son till godsägaren Mirza Ali Akbar Khan från Tafresh. Han avslutade sin grundutbildning vid den polytekniska högskolan Dar ol-Fonun i Teheran. Han studerade sedan vidare vid landets statsvetenskapliga högskola och började sin karriär inom utrikesministeriet 1906. Han gifte sig med dottern till Hasan Rais Zahir-ol-Molk som var chef vid ministeriet. Under sin tid vid utrikesministeriet tjänstgjorde Ali Mansur ambassadör i Italien, Vatikanstaten och Turkiet. Han var också guvernör i provinserna Khorasan och Azarbaijan.
Före andra världskriget var Ali Mansur minister för vägar och järnvägar under byggandet av den transiranska järnvägen. Han tjänstgjorde två gånger som premiärminister, dels från 1940 till 1941 under Reza Pahlavi, och dels 1950 under Mohammad Reza Pahlavi samt en gång som inrikesminister 1929–1933. Han avgick som premiärminister flera dagar efter den 25 augusti 1941, när de allierade invaderade Iran. 
Ali Mansurs politiska inriktning anses ha varit probrittisk och enligt vissa historiker underlät han att informera Reza Pahlavi om att invasionen var överhängande.
Ali Mansurs son Hassan Ali Mansur var Irans premiärminister 1964–1965.